# بشرى محمد أبو شرار
بشرى محمد أبو شرار (مواليد غزة، فلسطين) هي كاتبة ومحامية فلسطينية، وهي عضو اتحاد كتاب مصر ومجلس إدارة نادي القصة المصري واتحاد كتاب فلسطين وجماعة الأدب العربي ونادي الأدب في قصر ثقافة الأنفوشي.

## دراستها
حصلت على الليسانس من كلية الحقوق بجامعة الإسكندرية، ثم على تمهيدي ماجستير.

## حياتها العملية
نشرت أجزاء من رواياتها في مجلة الحياة الثقافية التونسية، وجريدة الرأي الأردنية، وجريدة الدستور الأردنية، ومجلة الصدى الأسبوعية الإماراتية، وجريدة أخبار الأدب المصرية، ومجلة الثقافة الجديدة، ومجلة تايكي المختصة بالأدب النسائي.
تحدثت في أولى رواياتها «أعواد الثقاب» عن الوطن والمهجر والبعد عن الوطن، وترتكز الرواية على كثير من حياة الكاتبة وما مرت به من معاناة وقت الدراسة وأيضا بما تمر به فلسطين. وفي روايتها «شهب من وادي رام» تضمنت الحب الصارخ للوطن الفلسطيني، واستخدمت النثر والشعر في الرواية. وروايتها التالية كانت «من هنا وهناك»، وفيها أصرت على وصف المعاناة التي يلقاها الشعب الفلسطيني، فتضمنت الرواية كم كبير من المشاكل التي يواجها الشعب الفلسطيني في حياته اليومية، واستعانت في روايتها بكثير من الشخصيات الحقيقية في فلسطين. نشرت بعد ذلك رواية «شمس»، وبطلتها «شمس» والتي كانت تشعر بأنها طفلة بلا مكان، ولا أحد يهتم بها، ولا تجد محلات لملابس الأطفال واحتياجاتهم في غزة، فالطفل لم يكن في دائرة الضوء أساسا، ومن هنا شكلت «شمس» عالمها بعيدا عن دائرة الضوء. نشرت بعد ذلك روايتي «حنين» و«قمر في الظهيرة»، ثم رواية «العربة الرمادية» والتي وصفت فيها بشرى السنوات التي ضاعت من حياتها والحنين إلى الوطن الدائم والوطن المسلوب بغير إرادة. وفي روايتها الثامنة «دورا»، تحدثت بشرى عن العشق والحنين بشكل عام ما بين الوطن والرومانسية. وفي أحدث رواياتها «رسائل الكرز»، تدور الكاتبة في الرواية بين سوريا وفلسطين وبغداد وصنعاء، راصدة الصراعات هناك، والنزاعات الناتجة عن الطائفية، والأطماع السياسية وضحاياها اليومية من الشباب والأطفال.

## مؤلفاتها
- «أعواد ثقاب» (رواية)، 2003[11]
- «شهب من وادي رام» (رواية)، 2005[12]
- «من هنا وهناك» (رواية)، 2006[13]
- «شمس» (رواية)، 2008[14][15]
- «حنين» (رواية)، 2010
- «قمر في الظهيرة» (رواية)، 2010
- «حبات البرتقال» (مجموعة قصصية)، 2012
- «دورا» (رواية)، 2013[16]
- «العربة الرمادية» (رواية)، 2015[17]
- «من يوميات الحزن العادي» (قصص)، 2016[18][19]
- «تاج الياسمين.. أغنية كنعانية» (رواية)، 2017[20]
- «رسائل الكرز»، (رواية) 2018[بحاجة لمصدر]

## جوائز وتكريمات
- جائزة إحسان عبد القدوس في القصة القصيرة، عن رواية «شمس»[2][21][22]
- جائزة الجمهورية، عن رواية «شمس»[2][21][22]
- جائزة دمشق للرواية العربية، عن رواية «مدن بطعم البارود»[2][22]